# Navy Moves
Navy Moves è un videogioco d'azione pubblicato a partire dal 1988 dalla Dinamic Software per i computer a 8 bit Amstrad CPC, Commodore 64, MSX e ZX Spectrum e a 16 bit Amiga, Atari ST e MS-DOS. È il seguito di Army Moves, uscito nel 1986 per gli stessi computer. Come il predecessore, è composto da varie fasi di combattimento con meccaniche di gioco molto differenti, con o senza veicoli, ma stavolta le ambientazioni sono marittime.
Fu seguito a sua volta da Arctic Moves, uscito nel 1995 solo per ST e DOS, e dal remake professionale Navy Moves.

## Trama
Un sommozzatore delle forze speciali viene inviato a sabotare un avanzato sottomarino nucleare U-5544. Infiltrandosi da solo nelle acque nemiche, deve attraversare in gommone un tratto di mare ben difeso, quindi immergersi con la muta e raggiungere a nuoto una base avversaria dove rubare un piccolo batiscafo, e con questo raggiungere il sottomarino. Una volta a bordo deve piazzare una bomba e quindi riuscire a fuggire in tempo, facendo emergere il sottomarino e inviando un codice via radio alla propria base per farsi venire a prelevare.

## Modalità di gioco
Il gioco è suddiviso in due parti, di cui la prima a sua volta suddivisa in tre fasi con modalità differenti. Completata la prima parte si ottiene un codice che permette di cominciare le partite direttamente dalla seconda. In tutte le fasi la visuale è bidimensionale laterale e ci sono componenti sparatutto.
La prima parte è a scorrimento orizzontale verso destra e l'obiettivo è soltanto arrivare in fondo al percorso. Ci sono tre fasi con mezzi diversi:
1. In gommone, si può saltare e sparare con la pistola in avanti o indietro e si devono evitare mine e combattere nemici che arrivano su moto d'acqua.
2. Nuotando sott'acqua e armati di fucile subacqueo si devono affrontare prima gli squali e poi i sommozzatori nemici.
3. In batiscafo, armato di siluri, si combatte contro delle piovre e infine contro una murena gigante.

La seconda parte è a piattaforme, a piedi all'interno del sottomarino. Bisogna esplorare numerose stanze su più piani, collegate tramite ascensori, porte o i lati dello schermo. Ci sono diversi obiettivi da conseguire ed è necessario uccidere diversi ufficiali per impadronirsi dei loro lasciapassare e ottenere accesso alle varie funzioni del sottomarino. In particolare in vari punti si trovano computer di bordo ai quali bisogna collegarsi e dare determinati comandi, come fermare i motori, emergere, aprire il portello, che richiedono l'inserimento di codici segreti sottratti agli ufficiali. Molti altri marinai difendono il sottomarino armati di fucili mitragliatori, mentre alcuni hanno lanciafiamme. Anche il protagonista è armato di fucile con lanciafiamme incorporato, entrambi con munizioni limitate, e può cambiare quando vuole tra le due modalità di fuoco. Può gettarsi a terra per evitare i colpi o per perquisire i nemici uccisi; sui marinai semplici si possono trovare munizioni.

## Remake
La FX Interactive, comprendente ex membri della Dinamic, sviluppò un remake tridimensionale intitolato sempre Navy Moves, includendo nello scenario anche elementi di Army Moves e fantascientifici, e mettendo a disposizione funzionalità online e contenuti scaricabili. Dopo diversi anni in versione beta, inizialmente per Windows, venne pubblicato come free-to-play per browser nel 2012 in collaborazione con la Games-Masters, ma rimase in funzione solo per qualche anno.